# Yasmin Farooq
Yasmin Suzanne Farooq, nach Heirat Waterman, (* 25. November 1965 in Waupun, Wisconsin) ist eine ehemalige Steuerfrau im Rudern aus den Vereinigten Staaten.

## Karriere
Die 1,61 m große Farooq studierte an der University of Wisconsin. 1989 steuerte sie erstmals den US-Achter bei Weltmeisterschaften, als das Boot in Bled den sechsten Platz erreichte. Im Jahr darauf gewann die Crew bei den Weltmeisterschaften in Tasmanien die Silbermedaille hinter den Rumäninnen. Nach einem vierten Platz bei den Weltmeisterschaften 1991 belegte der amerikanische Achter den sechsten Platz bei den Olympischen Spielen 1992 in Barcelona.
1993 bei den Weltmeisterschaften in Račice u Štětí gewann der Achter aus den Vereinigten Staaten wie 1990 die Silbermedaille hinter den Rumäninnen. 1994 fanden die Weltmeisterschaften in Indianapolis statt. Es siegte der deutsche Achter vor dem Achter aus den Vereinigten Staaten und den Rumäninnen. 1995 in Tampere siegte der US-Achter vor den Rumäninnen, es war der erste Weltmeistertitel für den Frauenachter aus den Vereinigten Staaten überhaupt. 1996 trat der US-Achter in der gleichen Besetzung wie im Vorjahr an. Bei den Olympischen Spielen in Atlanta siegten die Rumäninnen vor den Kanadierinnen und den Weißrussinnen, der Achter aus den Vereinigten Staaten belegte mit fast zwei Sekunden Rückstand den vierten Platz.
Nach ihrer aktiven Laufbahn arbeitete Yasmin Farooq als Trainerin. Ab 2006 war sie Cheftrainerin des Ruderteams an der Stanford University, ab 2017 Cheftrainerin der Frauenmannschaft an der University of Washington. Dort gelang ihr in ihrem ersten Jahr der Gewinn der Pac-12 und der 2017 NCAA Meisterschaften.